# Comuna Apostolache, Prahova
Apostolache este o comună în județul Prahova, Muntenia, România, formată din satele Apostolache (reședința), Buzota, Mârlogea, Udrești și Valea Cricovului.

## Așezare
Comuna se află în estul județului, în valea Cricovului Sărat, în zona confluenței acestuia cu afluentul său Chiojdeanca. Este străbătută de șoseaua județeană DJ102C care o leagă spre sud de Gornet-Cricov, Urlați și Albești-Paleologu (unde se termină în DN1B), și spre nord-est de Sângeru și mai departe în județul Buzău de Cislău (unde se termină în DN10).

## Demografie
Componența etnică a comunei Apostolache
     Români (94,4%)
     Romi (1,61%)
     Alte etnii (0%)
     Necunoscută (3,99%)
Componența confesională a comunei Apostolache
     Ortodocși (94,77%)
     Alte religii (0,88%)
     Necunoscută (4,35%)
Conform recensământului efectuat în 2021, populația comunei Apostolache se ridică la 1.930 de locuitori, în scădere față de recensământul anterior din 2011, când fuseseră înregistrați 2.164 de locuitori. Majoritatea locuitorilor sunt români (94,4%), cu o minoritate de romi (1,61%), iar pentru 3,99% nu se cunoaște apartenența etnică. Din punct de vedere confesional, majoritatea locuitorilor sunt ortodocși (94,77%), iar pentru 4,35% nu se cunoaște apartenența confesională.

## Politică și administrație
Comuna Apostolache este administrată de un primar și un consiliu local compus din 11 consilieri. Primarul, Mihail Bratu[*], de la Partidul Național Liberal, este în funcție din 2004. Începând cu alegerile locale din 2024, consiliul local are următoarea componență pe partide politice:
|  | Partid                      | Consilieri | Componența Consiliului | Componența Consiliului | Componența Consiliului | Componența Consiliului | Componența Consiliului | Componența Consiliului | Componența Consiliului | Componența Consiliului |
|  | --------------------------- | ---------- | ---------------------- | ---------------------- | ---------------------- | ---------------------- | ---------------------- | ---------------------- | ---------------------- | ---------------------- |
|  | Partidul Național Liberal   | 8          |                        |                        |                        |                        |                        |                        |                        |                        |
|  | Partidul România în Acțiune | 1          |                        |                        |                        |                        |                        |                        |                        |                        |
|  | Partidul Social Democrat    | 1          |                        |                        |                        |                        |                        |                        |                        |                        |
|  | Partidul Mișcarea Populară  | 1          |                        |                        |                        |                        |                        |                        |                        |                        |

## Istoric
Satul eponim al comunei a purtat numele de Măstănești până la înființarea în 1594 a schitului Apostolache, denumit după comisul care l-a înființat împreună cu soția sa, Voichița. La sfârșitul secolului al XIX-lea, comuna făcea parte din plasa Podgoria a județului Prahova și era formată din satele Mârlogea, Tisa și Buzota, totalizând 1556 de locuitori. În 1925 ea este consemnată de Anuarul Socec în aceeași plasă și cu aceeași compoziție, având 2178 de locuitori. În 1931, comuna a preluat și satul Valea Boului (devenit ulterior Valea Cricovului de la comuna vecină Gornet-Cricov).
În urma reorganizării administrative din 1950, comuna a trecut la raionul Urlați din regiunea Prahova, și apoi (după 1952) la raionul Mizil din regiunea Ploiești. În 1968 a fost reînființat județul Prahova, iar comuna Apostolache a căpătat forma actuală, preluând și satul Udrești de la comuna desființată Udrești, iar satul Tisa fiind trecut în comuna Sângeru.

## Monumente istorice
În comuna Apostolache se află fosta mănăstire Apostolache (1645–1652), ansamblu-monument istoric de arhitectură de interes național. Ansamblul, aflat în satul Apostolache, cuprinde biserica „Adormirea Maicii Domnului”, zidul de incintă, arhondaricul (refăcut în 1992–2000) și turnul-clopotniță (refăcut în 1992–1994).
În rest, alte patru obiective sunt incluse în lista monumentelor istorice din județul Prahova ca monumente de interes local. Trei dintre ele sunt situri arheologice — situl de „la Mănăstire” cuprinde urmele unor așezări din Epoca Bronzului, perioada Halstatt și secolele al V-lea–al VII-lea e.n.; așezarea de „la Povarnă” din satul Apostolache, datând din eneolitic (cultura Stoicani-Aldeni), ambele situri aflându-se în satul Apostolache; și cetatea de lângă satul Mârlogea, datând din secolele al IV-lea î.e.n.–I e.n. Al patrulea obiectiv este o cruce de pomenire (de drum) din piatră, datând din 1735 și aflată lângă dispensarul din satul Apostolache.